# Nicole Pratt
Nicole Pratt (Mackay, 5 marzo 1973) è un'allenatrice di tennis ed ex tennista australiana.

## Biografia
Si è allenata ad Orlando (Florida) presso l'accademia di Nick Bollettieri, insieme anche a giocatori come Andy Roddick, Marija Šarapova, lo statunitense James Blake ed il bielorusso Maks Mirny.
Nel 2001 è diventata la migliore tennista del suo paese riuscendo a raggiungere un anno dopo la trentacinquesima posizione, il suo massimo ranking. Nel 2004 è stata però scavalcata da Alicia Molik e successivamente da Samantha Stosur, dovendo così cedere il titolo di migliore tennista australiana nel circuito. Ha vinto il suo primo titolo in singolo ad Hyderabad (India) nel 2004, oltre a 7 in doppio, in cui ha giocato prevalentemente insieme alla francese Émilie Loit. Il successo di Hyderabad 2004 l'ha fatta diventare la prima donna capace di conquistare il suo primo titolo oltre i 30 anni d'età.
Dopo la sconfitta contro Nadia Petrova agli Australian Open 2008 ha annunciato in lacrime il suo ritiro dal tennis giocato.

## Statistiche

### Risultati in progressione
| Sigla | Risultato               |
| ----- | ----------------------- |
| V     | Vincitore               |
| F     | Finalista               |
| SF    | Semifinalista           |
| O     | Oro olimpico            |
| A     | Argento olimpico        |
| SF    | Bronzo olimpico         |
| QF    | Quarti di Finale        |
| 4T    | Quarto turno            |
| 3T    | Terzo turno             |
| 2T    | Secondo turno           |
| 1T    | Primo turno             |
| RR    | Round Robin             |
| LQ    | Turno di qualificazione |
| A     | Assente                 |
| ND    | Non disputato           |

| Legenda superfici    |
| -------------------- |
| Cemento              |
| Terra battuta        |
| Erba                 |
| Superficie variabile |

#### Singolare nei tornei del Grande Slam
| Torneo          | 1990 | 1991 | 1992 | 1993 | 1994 | 1995 | 1996 | 1997 | 1998 | 1999 | 2000 | 2001 | 2002 | 2003 | 2004 | 2005 | 2006 | 2007 | 2008 |
| --------------- | ---- | ---- | ---- | ---- | ---- | ---- | ---- | ---- | ---- | ---- | ---- | ---- | ---- | ---- | ---- | ---- | ---- | ---- | ---- |
| Australian Open | 2T   | 1T   | 2T   | 1T   | 1T   | 1T   | 1T   | A    | 1T   | 3T   | 2T   | 2T   | 3T   | 4T   | 3T   | 1T   | 1T   | 1T   | 1T   |
| Open di Francia | A    | A    | A    | A    | A    | A    | A    | A    | 2T   | 1T   | 1T   | 2T   | 2T   | 1T   | 2T   | 1T   | A    | 2T   | A    |
| Wimbledon       | A    | 1T   | A    | A    | A    | A    | A    | 2T   | 1T   | 1T   | 1T   | 1T   | 1T   | 1T   | 1T   | 2T   | 3T   | 2T   | A    |
| US Open         | A    | A    | A    | A    | A    | A    | A    | 1T   | 1T   | 2T   | 1T   | 1T   | 1T   | 3T   | 2T   | 2T   | 2T   | 2T   | A    |

#### Doppio nei tornei del Grande Slam
| Torneo          | 1990 | 1991 | 1992 | 1993 | 1994 | 1995 | 1996 | 1997 | 1998 | 1999 | 2000 | 2001 | 2002 | 2003 | 2004 | 2005 | 2006 | 2007 | 2008 |
| --------------- | ---- | ---- | ---- | ---- | ---- | ---- | ---- | ---- | ---- | ---- | ---- | ---- | ---- | ---- | ---- | ---- | ---- | ---- | ---- |
| Australian Open | 1T   | 1T   | 2T   | 2T   | 2T   | 1T   | 2T   | 2T   | 1T   | A    | QF   | QF   | 3T   | 1T   | 2T   | QF   | 3T   | 2T   | 1T   |
| Open di Francia | A    | A    | A    | 1T   | 1T   | A    | 1T   | 1T   | 1T   | 2T   | 1T   | 3T   | 3T   | 1T   | 1T   | QF   | 1T   | 1T   | A    |
| Wimbledon       | 2T   | A    | A    | 1T   | 1T   | A    | 1T   | 1T   | 1T   | 1T   | 1T   | 1T   | A    | 1T   | 2T   | 2T   | 1T   | 2T   | A    |
| US Open         | A    | A    | A    | 1T   | A    | 2T   | 1T   | A    | 2T   | 2T   | 1T   | 1T   | SF   | 1T   | 3T   | 3T   | 1T   | 2T   | A    |

#### Doppio misto nei tornei del Grande Slam
| Torneo          | 1990 | 1991 | 1992 | 1993 | 1994 | 1995 | 1996 | 1997 | 1998 | 1999 | 2000 | 2001 | 2002 | 2003 | 2004 | 2005 | 2006 | 2007 | 2008 |
| --------------- | ---- | ---- | ---- | ---- | ---- | ---- | ---- | ---- | ---- | ---- | ---- | ---- | ---- | ---- | ---- | ---- | ---- | ---- | ---- |
| Australian Open | A    | A    | A    | A    | A    | A    | A    | A    | A    | 2T   | 1T   | 1T   | 1T   | 1T   | 1T   | 2T   | 1T   | 2T   | A    |
| Open di Francia | A    | A    | A    | A    | A    | A    | A    | A    | A    | 1T   | A    | 1T   | 2T   | 1T   | A    | 1T   | 2T   | A    | A    |
| Wimbledon       | A    | A    | A    | A    | A    | A    | A    | 1T   | 3T   | 1T   | 1T   | 2T   | A    | 3T   | 1T   | 2T   | 2T   | A    | A    |
| US Open         | A    | A    | A    | A    | A    | A    | A    | A    | A    | A    | A    | 2T   | 1T   | 1T   | 1T   | 1T   | SF   | A    | A    |

## Vittorie contro giocatrici Top 10
| Stagione | 2002 | Totale |
| Vittorie | 1    | 1      |

| #    | Giocatrice      | Ranking | Evento                         | Superficie | Turno | Punteggio | Rank. NPR |
| ---- | --------------- | ------- | ------------------------------ | ---------- | ----- | --------- | --------- |
| 2002 |                 |         |                                |            |       |           |           |
| 1.   | Sandrine Testud | 10      | Birmingham Classic, Birmingham | Erba       | 3T    | 6-4, 6-1  | 39        |